# Magyarország a 2008-as fedett pályás atlétikai világbajnokságon
Magyarország a Valenciában megrendezett 2008-as fedett pályás atlétikai világbajnokság egyik részt vevő nemzete volt. Az ország a versenyen két sportolóval képviseltette magát.

## Eredmények

### Férfi
| Versenyző    | Versenyszám | Előfutam | Előfutam | Előfutam | Elődöntő | Elődöntő | Elődöntő | Döntő   | Döntő    |
| Versenyző    | Versenyszám | Idő      | Hely.    | Össz.    | Idő      | Hely.    | Össz.    | Idő     | Helyezés |
| ------------ | ----------- | -------- | -------- | -------- | -------- | -------- | -------- | ------- | -------- |
| Takács Dávid | 800 m       | 1:49,79  | 5.       | 20.      | kiesett  | kiesett  | kiesett  | kiesett | kiesett  |

### Női
| Versenyző       | Versenyszám | Előfutam | Előfutam | Előfutam | Elődöntő | Elődöntő | Elődöntő | Döntő   | Döntő    |
| Versenyző       | Versenyszám | Idő      | Hely.    | Össz.    | Idő      | Hely.    | Össz.    | Idő     | Helyezés |
| --------------- | ----------- | -------- | -------- | -------- | -------- | -------- | -------- | ------- | -------- |
| Listár Nikolett | 400 m       | 55,37    | 4.       | 15.      | kiesett  | kiesett  | kiesett  | kiesett | kiesett  |